# أكامس

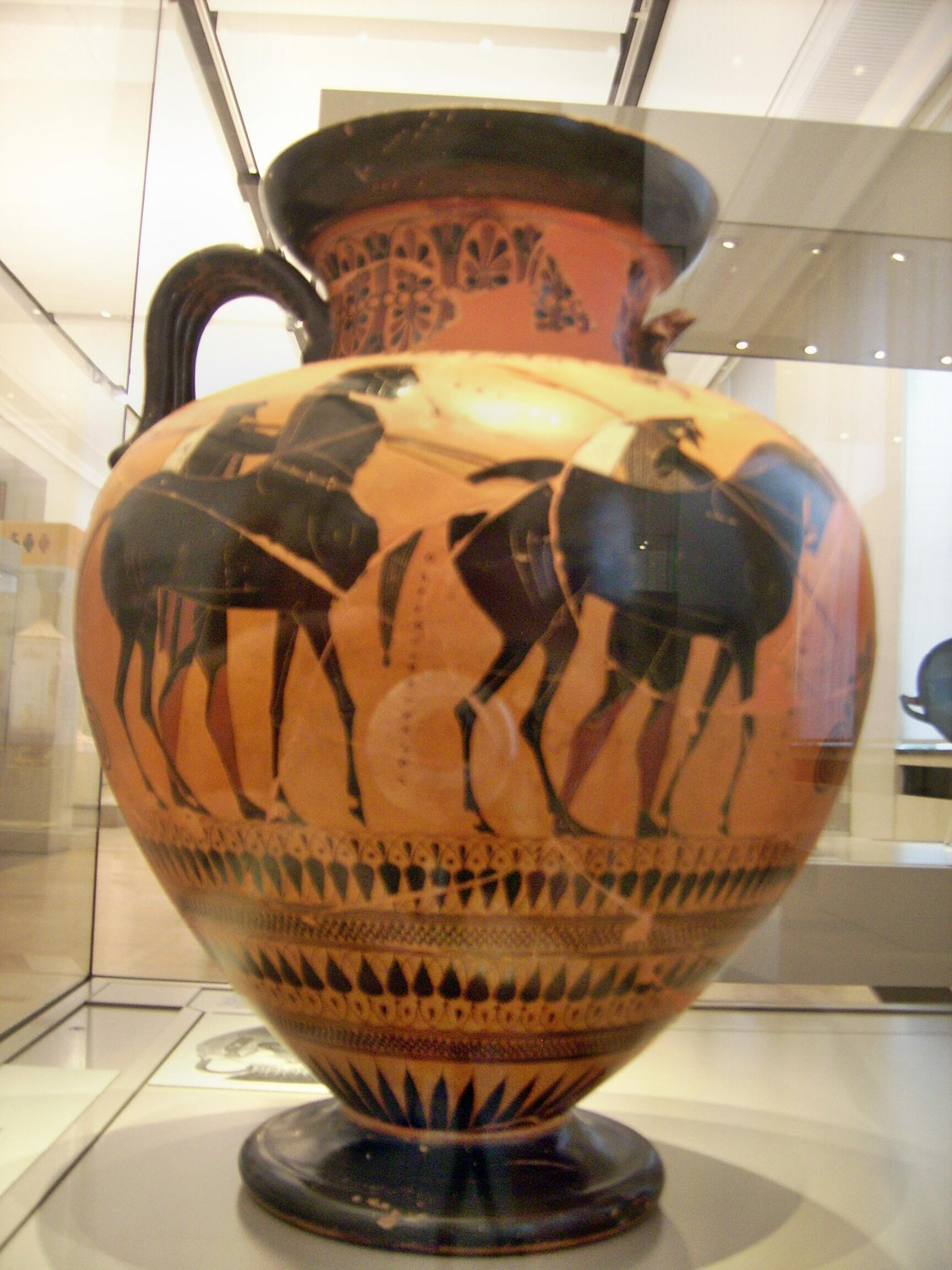
أكاماس وديموفون على أمفورا العنق بواسطة أزيكس

أكامس (بالإنجليزية: Acamas) في الأساطير الإغريقية هو ابن ثيسيوس Theseus وفيدرا Phaedra. شارك في الحرب الطروادية وكان أحد الرجال الذي اختبئوا داخل «حصان طروادة» Trojan horse وتسللوا إلى المدينة.